# Un long week-end
Pour les articles homonymes, voir Long Weekend.
Pour plus de détails, voir Fiche technique et Distribution.
Un long week-end (The Long Weekend) est un film canado-américano-britannique réalisé par Pat Holden, sorti en salles en 2005. Le film, mettant en vedette Chris Klein et Brendan Fehr dans les rôles principaux, raconte l'histoire de deux frères, l'un publicitaire tentant de garder son emploi et l'autre, coureur de jupons, qui entraîne le premier dans un week-end mouvementé. Les autres rôles notables sont incarnés par Cobie Smulders, Chelan Simmons et Chandra West.
Le long-métrage sort d'abord en Espagne à l'été 2005, avant de connaître une exploitation limitée sur le territoire américain et canadien l'année suivante, obtenant un accueil critique négatif et un faible score au box-office.

## Synopsis
Brillant cadre dans une agence de publicité, Ed Waxman ne s'est pas remis de sa rupture avec sa petite amie, qui l'a trompé avec un autre. Mais quand sa vie privée empiète sur sa carrière, il est à deux doigts de se faire virer, quand il se voit disposer de 48 heures afin de proposer une campagne qui pourrait sauver son emploi. Mais s'est sans compter son frère, Cooper, séducteur invétéré qui veut faire une carrière d'acteur, qui a d'autres projets pour lui : aider son frère stressé à s'épanouir sexuellement en lui trouvant une femme.
Mais chaque tentative tourne au désastre et Ed se désespère de trouver une idée de campagne et une femme, sans l'ingérence de Cooper.

## Fiche technique
- Titre : Un long week-end
- Titre original : The Long Weekend
- Réalisation : Pat Holden
- Scénario : Tad Safran
- Directeur de la photographie : Brian Pearson
- Direction artistique : Roxane Methot
- Casting : Maureen Webb
- Décors : James Steuart
  - Décors de plateau : Shirley Inget
- Costumes : Karen L. Matthews
- Montage : Martin Brinkler
- Musique : David A. Hughes
- Production : Shawn Williamson et Paul Brooks (en)
- Sociétés de production : Gold Circle Films, Brightlight Pictures, Chum Television, Corus Entertainment, TMN, Point Blank Pictures et Vin Di Bona Productions
- Société de distribution :  Gold Circle Films •  Metropolitan Film & Vidéo
- Pays :  Canada,  États-Unis,  Royaume-Uni
- Langue : Anglais
- Budget : 4 millions de $[1]
- Format : couleur — 35 mm — 1,85:1 — son Dolby Digital
- Genre : Comédie
- Durée : 85 minutes
- Dates de sortie :
  -  Espagne : 5 août 2005
  -  États-Unis : 9 juin 2006 (sortie limitée)
  -  Royaume-Uni : 26 juin 2006
  -  France : 25 septembre 2012 (directement en DVD)

## Distribution
- Chris Klein (V.F. : Damien Ferrette ; V.Q. : Martin Watier) : Cooper Waxman
- Brendan Fehr (V.F. : Didier Cherbuy ; V.Q. : Tristan Harvey) : Ed Waxman
- Cobie Smulders (V.F. : Valérie Nosrée ; V.Q. : Marika Lhoumeau) : Ellen
- Chelan Simmons : Susie
- Paul Campbell (V.F. : Geoffrey Vigier ; V.Q. : Nicolas Charbonneaux-Collombet) : Roger
- Chandra West (V.F. : Ariane Deviègue) : Kim
- Evangeline Lilly : Simone (apparition)

 Source et légende  : Version Française (V.F.) sur RS Doublage et  Version Québécoise (V.Q.) sur Doublage Québec

## Box-office
Un long week-end a rapporté 3 467 374 $ de recettes mondiales, dont 1,286 $ aux États-Unis. Le film est sorti dans trois salles sur le territoire américain et n'est resté qu'une semaine à l'affiche. À l'étranger, c'est en Espagne, où il totalise 1 006 565 $, que le film a le mieux marché.

## Réception critique
Un long week-end a reçu un accueil négatif de la part des critiques professionnelles. Robert Abele du Los Angeles Times le trouve « terriblement pas drôle », tandis que Luke Y. Thompson du L.A. Weekly note qu'il s'agit d'une « énième variation cinématographique de l'histoire du meilleur ami sensible et d'un odieux coureur de jupons essayant de s'envoyer en l'air » et Sherri Linden du Hollywood Reporter ajoute que le long-métrage est « inutile ».